# SLC47A1
SLC47A1‏ (Solute carrier family 47 member 1) هوَ بروتين يُشَفر بواسطة جين SLC47A1 في الإنسان.